# Ascanio Sobrero

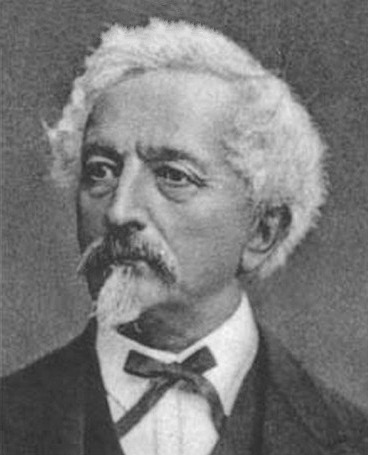
Ascanio Sobrero

Ascanio Sobrero (* 12. Oktober 1812 in Casale Monferrato; † 26. Mai 1888 in Turin) war ein italienischer Chemiker und Entdecker des Nitroglycerins.
Er war Assistent des Pariser Chemikers Théophile-Jules Pelouze, danach Professor für Chemie in Turin.
Schon sein Lehrer Pelouze hatte mit der von  Christian Friedrich Schönbein entdeckten Schießbaumwolle experimentiert. Das Nitroglycerin entdeckte er bei Fortsetzung solcher Experimente mit Schießbaumwolle durch Nitrierung von Glycerin und nannte es zuerst „Pyroglycerin“. Bei seinen Experimenten mit Nitroglycerin erlitt er schwere Gesichtsverletzungen und betrachtete den Sprengstoff daher als zu gefährlich für die praktische Anwendung. De facto war er so eingeschüchtert von seiner eigenen Erfindung, dass er sie ein Jahr lang geheim hielt. Er sprach sich darum in privaten Briefen und Zeitungsartikeln vehement gegen eine kommerzielle Nutzung aus (und warnte auch Forscher, sich damit zu befassen), wie sie durch seinen Schüler Alfred Nobel erfolgte.
Nach dem Erfolg des von Nobel erfundenen Dynamits fühlte Sobrero sich um den Ruhm und den finanziellen Erfolg betrogen. Nobel zitierte ihn zwar als Erfinder des Nitroglycerins und ließ ihm eine lebenslange Zahlung zukommen. Diese stand allerdings in keinem Verhältnis zu den immensen Mitteln, die Nobel mit Sobreros Erfindung vereinnahmte. Hinzu kamen Skrupel hinsichtlich der Auswirkungen seiner Erfindung.